# Выборы глав субъектов Российской Федерации в 1991 году
В 1991 году состоялись первые прямые выборы глав регионов в России. В течение года прошли выборы мэров Ленинграда и Москвы, президентов Татарстана, Калмыкии, Марий Эл, Мордовии, Якутии, Адыгеи, Кабардино-Балкарии (второй тур прошёл в 1992 году) и Чувашии.
Первые выборы глав субъектов прошли в Москве и Ленинграде 12 июня 1991 года одновременно с выборами президента РСФСР. После Августовского путча президент России Борис Ельцин подписал указ «О некоторых вопросах деятельности органов исполнительной власти в РСФСР». Согласно данному документу, в краях, областях, округах и автономных областях вместо исполнительных комитетов Советов народных депутатов были утверждены региональные администрации. Их главы назначались и отрешались от должности президентом. Однако данная норма не распространялась на республики, где высшее должностное лицо избиралось напрямую избирателями или же депутатами местных парламентов. 24 октября 1991 года Верховный Совет РСФСР принял закон «О выборах главы администрации» и назначил проведение выборов руководителей ряда российских регионов на 8 декабря того же года. Однако 1 ноября 1991 года Съезд народных депутатов ввёл мораторий на эти выборы до декабря 1992 года и закрепил за президентом право на назначение руководителей регионов.
| Дата выборов         | Вид выборов                                                    | Результаты выборов (избранное должностное лицо, повторное голосование, недействительность выборов) | Итоги голосования (в процентах) | Примечания |
| -------------------- | -------------------------------------------------------------- | -------------------------------------------------------------------------------------------------- | --- | --- |
| 12 июня 1991 года    | Выборы мэра Москвы                                             | Гавриил Попов, председатель Моссовета                                                              | явка — 66,5 % Гавриил Попов — 65,3 % Валерий Сайкин — 16,3 % Алексей Брячихин — 4,5 % Владимир Клюев — 4,3 % Валентина Родионова — 3,8 % | Первые выборы мэра и вице-мэра Москвы проводились одновременно с выборами Президента РСФСР. |
| 12 июня 1991 года    | Выборы мэра Ленинграда                                         | | явка — 66,4 % Анатолий Собчак — 66,1 % Юрий Севенард — 25,7 % | Первые выборы мэра Санкт-Петербурга проводились одновременно с выборами Президента РСФСР. |
| 12 июня 1991 года    | Выборы Президента Татарстана                                   | Минтимер Шаймиев, председатель Верховного Совета Татарстана                                        | активность — 36,59 % Минтимер Шаймиев, председатель Верховного Совета республики — 70,6 % | Первые выборы Президента Татарстана проводились одновременно с выборами Президента РСФСР. Минтимер Шаймиев баллотировался без альтернативы, после того, как остальные кандидаты сняли свои кандидатуры. |
| 19 октября 1991 года | Выборы президента Калмыкии                                     | Повторное голосование                                                                              | активность — ?? | … |
| 4 ноября 1991 года   | Выборы президента Калмыкии (повторное голосование)             | Выборы не состоялись, так как ни один из кандидатов не набрал более 50% голосов                    | активность — ?? Батыр Михайлов, председатель Совета Министров Республики — 45,3 % Владимир Басанов, председатель Верховного Совета Республики — 40,37 % | Новые выборы состоялись в апреле 1993 года |
| 8 декабря 1991 года  | Выборы президента Республики Марий Эл                          | Повторное голосование                                                                              | активность — ?? | … |
| 14 декабря 1991 года | Выборы президента Республики Марий Эл (повторное голосование)  | | активность — 65,8 % Владислав Зотин, председатель Верховного Совета — 58,9 % Анатолий Попов, директор Йошкар-Олинской обувной фабрики — 15 % | … |
| 14 декабря 1991 года | Выборы президента Мордовии                                     | Повторное голосование Николай Бирюков — Василий Гуслянников                                        | активность — ?? Николай Бирюков, председатель Верховного Совета республики — 18,88 % Василий Гуслянников, депутат Верховного Совета республики — 16,56 % Николай Меркушкин Сергей Сорокин Павел Грузнов Михаил Ковшов Николай Медведев Николай Макаркин, ректор МордГУ | … |
| 20 декабря 1991 года | Выборы президента Республики Саха — Якутии                     | Михаил Николаев, председатель Верховного Совета ЯАССР                                              | активность — ?? Михаил Николаев, председатель Верховного Совета республики — 76,7 % Иван Черов, заместитель председателя Совета Министров республики — 7,3 % | … |
| 22 декабря 1991 года | Выборы президента Адыгеи                                       | Повторное голосование Аслан Джаримов — Пшимаф Хакуз                                                | активность — ?? Аслан Джаримов, председатель Верховного Совета республики — 39,8 % Пшимаф Хакуз, доцент кафедры философии Краснодарского политехнического института — 17,3 % Асланбий Хутыз, народный депутат РСФСР — 9,31 % Борис Мерзакулов, заместитель председателя Майкопского горсовета — 8,28 % Казбек Ачмиз, директор Адыгейского педагогического училища — 4,39 % | … |
| 22 декабря 1991 года | Выборы президента Кабардино-Балкарской Республики              | Повторное голосование Валерий Коков — Феликс Хараев                                                | активность — ?? Валерий Коков, первый заместитель председателя Совета Министров республики — 39,30 % Феликс Хараев, генеральный директор объединения «Каббалкаравтотранс» — 19,75 % Хачим Кармоков, председатель Верховного Совета республики — 14,52 % | … |
| 22 декабря 1991 года | Выборы президента Мордовии (повторное голосование)             | | активность — ?? Василий Гуслянников — 56,25 % Николай Бирюков — 36,25 % | В 1993 году институт президента Мордовии был упразднён, а Василий Гуслянников отстранён от власти. Через несколько лет должность восстановлена под названием Глава Республики.                          |
| 22 декабря 1991 года | Выборы президента Чувашской Республики (повторное голосование) | Выборы не состоялись                                                                               | активность — ?? | … |
|                      |                                                                | | | |